# Tables de Mahoney
Les tables de Mahoney sont une série de tables de référence d'architecture utilisées comme guide pour obtenir des bâtiments au design adapté aux conditions climatiques. Elles tirent leur nom de l'architecte Carl Mahoney, qui les a créées avec John Martin Evans et Otto Königsberger. Elles ont été publiées pour la première fois en 1969 par le département des affaires économiques et sociales des Nations unies.
Les tables utilisent des données climatiques faciles à obtenir et des calculs simples aboutissent aux lignes directrices. Ainsi elles ne donnent que des indications qualitatives mais évitent la complexité de modélisations telles que la simulation thermique dynamique.
Il y a six tables. Quatre sont utilisées pour entrer les données climatiques :
1. Températures : moyennes mensuelles des températures maximales et minimales ;
2. Humidité, précipitations et vent ;
3. Comparaison des limites de confort et du climat ;
4. Indicateurs : par combinaison des données des tables précédentes, classification de l'humidité ou de l'aridité pour chaque mois.

Les deux autres tables indiquent les recommandations architecturales à respecter telles que l'orientation du bâtiment, la position, la dimension ou l'exposition des ouvertures.